# Липан
Липан (Thymallus thymallus) е вид сладководна риба от семейство Пъстървови. 

## Разпространение
Липанът се среща рядко в България; предимно в студени високопланински реки и язовири, заедно с останалите пъстървови видове в България. Най-вероятно рибата е пренесена от Чехословакия през 70-те години на ХХ век, откъдето произхожда и името ѝ. Липанът се среща сравнително често в Северна Европа и Русия до Урал.

## Описание и начин на живот
Максималната записана дължина на този вид е 60 cm, а максималното записано тегло е 6,7 кг. Характерно за липана е външният вид на шаранова риба, въпреки че има мастна перка. Неговата гръбна перка е висока, като платно.
Липанът е всеяден. Яде разнообразие от растителна материя, ракообразни, насекоми, паяци, мекотели и планктон. Напада дребни риби и ларви. Хищници с по-големи размери като дунавската пъстърва ловят липан.
Рядко обект на риболов, липанът се ловува по същия начин като високопланинските пъстърви в България, а именно с муха и шнур, блесна и други изкуствени и есествени примамки. Рибата е икономически важна и се отглежда в Европа. Видът е под закрилата на Бернската конвенция.